# Museo Arqueológico de Cherchell
El Musée public national de Cherchell o Museo Arqueológico de Cherchell es un museo ubicado en el centro de la ciudad portuaria de Cherchell en la provincia de Tipaza, Argelia. Muestra el pasado de la ciudad desde la prehistoria —periodos romano, griego, otomano— así como los vestigios del sitio arqueológico de Mauritania Cesariense, actualmente denominada Cherchell. Los vestigios arqueológicos de Cherchell constituyen un patrimonio de un gran valor. Una buena parte de las piezas de este museo ha sido descubierto durante las excavaciones.

## Historia
Fue durante el reinado romano sobre Mauritania en el 25 a. C. bajo el liderazgo de Juba II, que se establecieron un teatro, una biblioteca y otros edificios en Cherchell. Juba II también reunió una impresionante colección de obras de arte, en particular esculturas de mármol, algunas de las cuales han llegado a museos de otras partes del mundo, pero en el Museo Cherchell se pueden encontrar excelentes ejemplos, junto con una escultura de la cabeza de su esposa, Cleopatra Selene II. 
En 1840 con la llegada de los franceses y la construcción de la nueva ciudad, muchos objetos fueron descubiertos durante las excavaciones. En 1844 fueron almacenados en una pequeña mezquita que pertenecía a la familia Berkani. Después de la destrucción de ese edificio durante un terremoto en 1846, estos objetos fueron transferidos a una galería abierta, en el patio de una casa de estilo morisco.
En 1853, el municipio decide cerrar ese sitio y trasladan la colección a otro local ubicado en la calle Abdelhak, Ex Cesarea. Varias piezas de inestimable valor se enviaron al Louvre de París y al Museo Nacional de Antigüedades y Artes Islámicas de Argel.
Ante la importancia de los objetos, el gobernador general de Argelia, Charles Jonnart, decidió dotar a la ciudad de Cherchell de un verdadero museo. Fue en 1908 cuando el actual museo abrió sus puertas al público.
En 1979, se construyó un nuevo museo para apoyar el antiguo museo que ya no podía recibir nuevas piezas arqueológicas.

## Colección

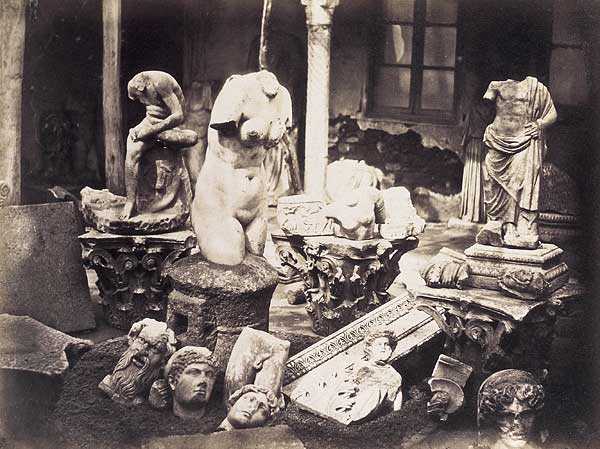
Fragmentos encontrados durante estudios arqueológicos, alrededor de 1856.

El Museo Cherchell alberga lo que se considera son algunos de los mejores ejemplos de antigüedades romanas y griegas en el continente africano. Cherchell fue llamada Mauritania Cesariense durante el imperio romano, y fue una rica capital romana. Los arqueólogos han descubierto muchos artefactos de los períodos de la historia anterior de Cherchell, muchos de los cuales se exhiben en el Museo.
El museo está compuesto por varias galerías. Una galería está dedicada a una colección de objetos de la vida cotidiana como monedas, joyas, cerámica, lámparas, jarrones de todo tipo y mobiliario funerario (estelas, sarcófagos) de los tres períodos: púnico, romano e islámico. Otra galería está dedicada al arte romano, donde se exhiben una serie de esculturas: bustos y cabezas de filósofos, divinidades romanas de origen griego, así como fragmentos de relieves y frescos que adornaban las paredes de las villas. Los mosaicos se han recogido en una galería especial, en aras de la conservación.
El museo Cherchell es rico en mosaicos romanos, muchos con intrincados diseños. Tiene 40 mosaicos, en los que podemos distinguir cuatro tipos de decoraciones:
- decoración geométrica
- decoración floral
- decoración geométrica y floral
- pinturas figurativas que tratan escenas agrícolas, escenas de la vida cotidiana, escenas de ocio, episodios mitológicos e inscripciones.

El museo tiene en su colección varias estelas e inscripciones, símbolos, grabados o esculturas, de carácter honorífico, conmemorativo, funerario o religioso.
Hay capiteles de pilastras, fragmentos de columna de hojas de agua y ramas de flores, fragmentos de revestimientos decorados con esculturas, fragmentos de columna torcida y diversos fragmentos de escultura. El museo también posee en su colección varios sarcófagos con inscripciones y ornamentos. Las exhibiciones incluyen obras de plateross bizantinos, como pateras (vasijas que se usan para beber) profusamente decoradas. Fue durante el reinado romano sobre Mauritania en el 25 a. C., bajo el liderazgo de Juba II, que se establecieron un teatro, una biblioteca y otros edificios en Cherchell.
Las ruinas parciales del teatro romano, los baños romanos y la basílica cívica se encuentran en las afueras de Cherchell.
La imagen del rostro de la estatua de la diosa Isis, conservada en el museo, se utilizó en el billete de mil francos emitido en Argelia en 1948.